# Euploea kirbyi
Euploea kirbyi är en fjärilsart som beskrevs av Felder 1865. Euploea kirbyi ingår i släktet Euploea och familjen praktfjärilar. Inga underarter finns listade i Catalogue of Life.